# Toxoplazmóza

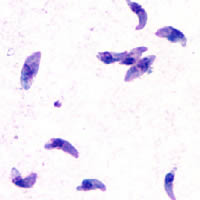
Tachyzoiti, aktivní stadia prvoka

Toxoplazmóza je parazitární onemocnění člověka a zvířat, které způsobuje prvok Toxoplasma gondii. Infekce probíhá u zdravých lidí bez klinických příznaků nebo jen s mírnými příznaky (uzlinová forma). Infekce je však nebezpečná pro plody matek v prvním a druhém trimestru gravidity (kongenitální toxoplasmóza) a pro imunodeficientní pacienty (HIV pacienti, po transplantaci nebo ozáření).

## Původce
Původce onemocnění T. gondii se řadí mezi fakultativně heteroxenní (podmíněně vícehostitelské) kokcidie. Prvok napadá všechny buňky kromě červených krvinek a má výraznou afinitu k nervové tkáni.

## Zdroje infekce a cesty šíření

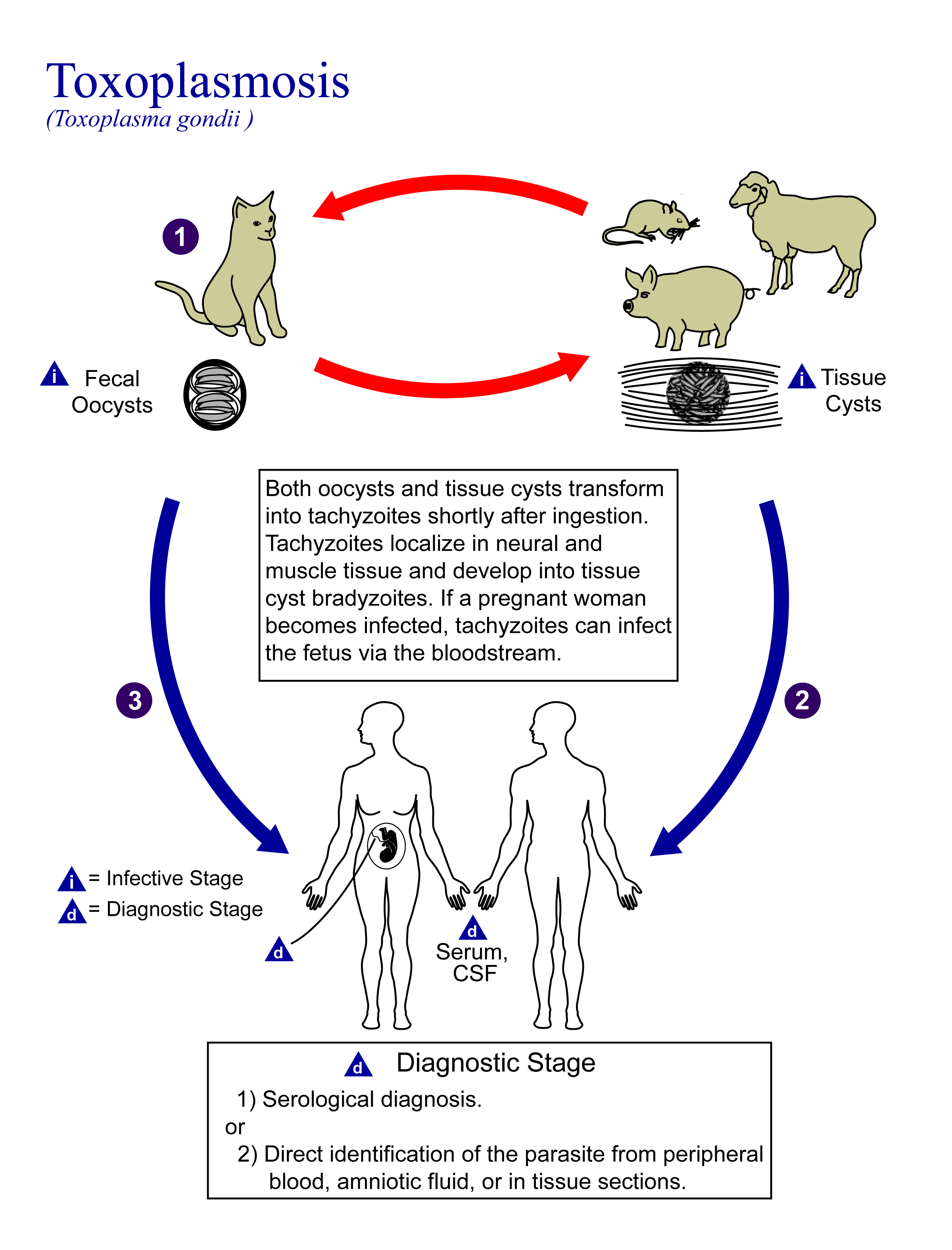
Životní cyklus T. gondii

Člověk se může nakazit nejčastěji perorálně (ústy), a to pozřením vysporulovaných oocyst (pocházejích z trusu koček) nebo tkáňových cyst (z masa infikovaných zvířat). Vylučování oocyst T. gondii ve výkalech bylo prokázáno u všech kočkovitých šelem. K vylučování oocyst dochází většinou při primární infekci mladých koček ve věku 3–8 měsíců. Mladá kočka vylučuje oocysty výkaly pouze po dobu 1–3 týdnů, ale za tuto dobu může vyloučit až 150 miliónů oocyst. Opakované vylučování oocyst během dalšího života kočky je zcela výjimečné a intenzita je nízká. Zdrojem oocyst v prostředí je trus koček a půda kontaminovaná oocystami. Oocysty se mohou dostat z půdy i do vody, ovšem voda je zanedbatelný zdroj. Kočky domácí mají menší výskyt nakažení než zdivočelé kočky (patrně z důvodu stravy). Například v Egyptě bylo u divokých koček onemocnění nalezeno u 97 % případů.
Jako pravděpodobný zdroj oocyst pro člověka je uváděno nemyté ovoce a zelenina kontaminované oocystami z půdy. Dalším hlavním zdrojem infekce je tepelně neupravené maso infikovaných zvířat obsahujicí tkáňové cysty T. gondii – nejčastěji maso vepřové, skopové a kozí. Dále mohou být tkáňové cysty obsaženy v mase domácích králíků, holubů, extenzivně chované drůbeže, prasete divokého a další zvěřiny. Výskyt cyst v mase hovězím, koňském či komerčně chované drůbeže je minimální.
Tkáňové cysty byly pozorovány i u mořských savců (mořská vydra, tuleň a delfín). Přítomnost oocyst v pobřežních mořských vodách byla prokázána v mořských měkkýších. Bylo také potvrzeno, že oocysty jsou v mořské vodě schopné sporulace a jsou tudíž infekční pro mořské savce. Například ústřice vychytávají oocysty T. gondii z mořské vody a jsou tak zdrojem toxoplazmózy pro mořské savce a potenciálně i pro člověka.
V případě kongenitální toxoplazmózy dochází k přenosu tachyzoitů T. gondii z krve matky na plod. K tomuto přenosu tachyzoitů dojde pouze v případě akutní primoinfekce u žen během prvních dvou trimestrů gravidity. U žen s prodělanou toxoplazmózou ještě před otěhotněním a nebo u žen akutně infikovaných v třetím trimestru gravidity k přenosu na plod nedochází. Krom lidí je transplacentární přenos na plod s možností abortů popsán u ovcí a koz.
Jako extrémně vzácný nicméně možný byl popsán přenos tachyzoitů T. gondii transplantací orgánů či darováním krve od pacientů s akutní infekcí. Vzácný je i přenos parazita nepasterizovaným kozím mlékem.

## Klinický průběh a příznaky infekce

### Infekce uimunokompetentníchjedinců
Po perorální infekci pronikají sporozoiti (z oocyst) a bradyzoiti (z tkáňových cyst) do střevní sliznice, zde se mění v tachyzoity, intenzivně se množí a pronikají do ostatních tkání, kde mohou způsobit zánět. Většina zdravých jedinců (80 %–90 %) překoná toto stadium asymptomaticky nebo jen s mírnými příznaky (mírné chřipkové příznaky) a infekce přejde do latentní formy. Tachyzoiti mizí z krve a přeměňují se v bradyzoity. Jejich skupiny (tkáňové cysty) jsou lokalizované nejčastěji v nervové tkáni (v mozku) a přežívají zde několik měsíců až celý život hostitele.
Někteří autoři uvádějí souvislost mezi latentní toxoplasmózou a působením T. gondii na nervový systém člověka. Ve všech případech jde o nepřímé důkazy a většina těchto výsledků pochází ze studií provedených týmem Jaroslava Flegra . Například jde o:
- zvýšení produkce dopaminu v mozku[13]
- prohloubení schizofrenie[14]
- zvýšení podrážděnosti a agresivity; příznaky tzv. mozkové alergie[zdroj⁠?!]
- zvýšení sexuální aktivity při snížení sociální a emocionální hloubky vztahu (povrchní vztahy)[zdroj⁠?!]
- zpomalení reakcí[zdroj⁠?!]
- zvýšení egoismu a vztahovačnosti[zdroj⁠?!]
- snížení sociální inteligence (poruchy v komunikaci, nedostatek spol. taktu)[zdroj⁠?!]
- snížení pudu sebezáchovy[zdroj⁠?!]
- zvýšení pravděpodobnosti dopravní nehody[15][16][17]
- zvýšená hladina testosteronu[zdroj⁠?!], dopaminu[zdroj⁠?!], zánětlivých markerů [18] a další reakce mozku na nákazu toxoplazmózou mohou také zvýšit agresivitu nakažených [zdroj⁠?!] nebo u nich odstartovat schizofrenii, pokud k ní mají predispozice.[19]

Jiné studie však souvislost s rizikem dopravní nehody, schizofrenií, násilným i nenásilným trestním chováním, sebevražedných pokusů, sníženým reakčním časem či krátkodobou pamětí a dalšími symptomy s toxoplazmozou neprokázaly, a to při longitudinálním výzkumu, na který se nevztahují níže uvedené výhrady. Výsledky dalších studií pak byly negativní z větší části.
Podle Jaroslava Flegra ve většině současných studií (2013), ve kterých byly nalezeny pozitivní korelace mezi T. gondii a určitými rysy chování nebo neurologickými poruchami, byly pozitivní testy na T. gondii prováděny na počátku zkoumaného onemocnění nebo pokud subjekt měl již hledaný rys. To znamená, že často není jasné, zda infekce parazitem zvyšuje pravděpodobnost výskytu hledaného znaku nebo poruchy, nebo zda nějaký znak nebo porucha zvyšuje pravděpodobnost nákazy parazitem. Skupiny jedinců s určitými osobnostními rysy nebo neurologickými poruchami mohou sdílet určité tendence v chování, které zvyšují pravděpodobnost expozice a infekce T. gondii; v důsledku toho je obtížné potvrdit příčinné vztahy mezi T. gondii a neurologickou poruchou nebo znaky chování. Studie , která Flégrovu hypotézu o rozdílech mezi nakaženými a nenakaženými vyvrací byla prováděny v rámci longitudinálního výzkumu. Byla provedena na náhodném, místně reprezentativním vzorku. Kritika, která se vztahuje ke studiím, z nichž hypotéza vzešla, pro ni tedy neplatí a původní hypotézu tak vyvrátila.

### Infekce u imunokompromitovaných jedinců
U pacientů s oslabeným imunitním systémem (HIV, pacienti po ozáření, některá nádorová onemocnění, pacienti po transplantaci orgánů) může toxoplazmóza mít závažnější průběh. U HIV pozitivních jedinců je T. gondii hlavním infekčním původcem zánětu mozku a míchy s často fatálním průběhem.

### Kongenitální infekce
V případě vrozené infekce plodů může dojít k potratům, zvýšené úmrtnosti, slepotě, hydrocephalu či dalším vývojovým vadám novorozenců. Nicméně pouze v polovině případů akutní primoinfekce u žen v prvním a druhém trimestru dochází k přenosu T. gondii na plod. Proto ani primoinfekce u těhotných žen v raném stadiu gravidity nemusí mít nutně negativní dopad na plod.
Ke kongenitální formě může u lidí dojít jen v případě nákazy akutní infekce matky v období těhotenství. Vrozená toxoplazmóza má velký význam, jelikož může způsobit velké poškození plodu. Jestli byla žena infikována již před tím, než otěhotněla, k přenosu nemoci na plod nedochází. Ale pokud se žena nakazila během období těhotenství, tak ve 40 % případů se narodí dítě kongenitálně infikované. Pokud se žena nakazila v čase otěhotnění je riziko nákazy menší než 5 % a ve 13. týdnu to je 15 %, při infekci ve 26. týdnu těhotenství hrozí kongenitální toxoplazmóza u 44 % nakažených a ve 36. týdnu je riziko až 71 %. Z toho vyplývá, že rozsah postižení plodu závisí na tom, v jaké době gravidity se osoba nakazila. Ženy, které byly toxoplazmózou nakaženy v minulosti, jsou chráněny proti znovu nakažení přítomnými paměťovými buňkami.
Ženy nakažené v prvním trimestru těhotenství mají riziko přenosu nejmenší, avšak pokud k němu dojde, je postižení plodu nejtěžší a nejčastěji, bohužel, končí potratem. Pokud se těhotná žena nakazí ve druhém trimestru, plod už chrání placenta, obaly a plodová voda. Jestliže se infekce projeví, následky bývají rozmanité. Může se stát, že dojde k hypotrofii plodu (porodní hmotnost dítěte je nižší než 2800 gramů) nebo k předčasnému porodu a u novorozence se může projevit široká škála symptomů, jako je například mentální a psychomotorická retardace, epilepsie, anémie a mnoho dalších.
Největší pravděpodobnost, že se plod nakazí nemocí, je ve třetím trimestru, ale následky jsou většinou nejmírnější. Pokud však pacient, který je nakažen kongenitálně, není včas diagnostikován a léčen, může se mu za několik let od narození rozvinout zánět cévnatky a sítnice oka či náznaky psychomotorické retardace (mentální a tělesné postižení). Tato retardace se v současnosti nemůže terapeuticky léčit, tudíž je terapeuticky neovlivnitelná.

### Infekce u zvířat
Infekce může vést ke zvýšení agresivního chování. U vlků vede k větší pravděpodobnosti vedení smečky.

## Epidemiologie
V globálním měřítku se může počet lidí pozitivních na Toxoplasmu v jednotlivých zemích pohybovat od méně než 10 % do 90 % populace.

### Surveillence kongenitální toxoplasmózy
Monitoring toxoplazmózy u těhotných žen a kongenitální toxoplamózy se výrazně liší v rámci zemí Evropské unie. Pouze v 18 zemích Evropy, např. v Německu, Francii, Slovensku, Rakousku... se provádí povinné vyšetření na toxoplazmózu u těhotných žen. Ve Velké Británii a Španělsku je vyšetření dobrovolné. V České republice není vyšetření zařazeno mezi povinná. V Belgii, Dánsku, Řecku, Itálii, Holandsku, Portugalsku, Švédsku, Norsku a Švýcarsku se toxoplazmóza u těhotných nesleduje vůbec. Pouze Česko, Slovensko a Francie mají zaveden celonárodní systém hlášení kongenitální toxoplazmózy. Mezi lety 2007–2015 se celkový počet výskytu kongenitální toxoplazmózy v EU pohyboval mezi 21 až 288 případy za rok. Z toho na Českou republiku připadají pouze 1–2 případy vrozené toxoplazmózy ročně.